# Rastlinstvo Irske
Irska je v atlantski evropski pokrajini cirkumborealne regije znotraj holarktike.

## Sestava
Irska ima skromno rastlinstvo za evropsko državo zaradi majhnosti, pomanjkanja geološke in ekološke raznovrstnosti ter zgodovine pleistocena. Znanih je 3815 vrst rastlin:
- Phylum Anthocerotophyta – rogovnjaki: 3 vrste
- Phylum Bryophyta – mahovi: 556 vrst
- Phylum Charophyta – 244 vrst
- Phylum Chlorophyta – zelene alge: 148 vrst
- Phylum Lycopodiophyta – lisičjaki: 9 vrst
- Phylum Magnoliophyta – kritosemenke: 2196 vrst
- Phylum Marchantiophyta – jetrenjaki: 229 vrst
- Phylum Pinophyta – iglavci: 12 vrst
- Phylum Pteridophyta – praprotnice: 79 vrst
- Phylum Rhodophyta – rdeče alge: 339 vrst

Na Irskem raste še 2512 vrst gliv.
- Phylum Acrasidae – 1 vrsta
- Phylum Ascomycota – zaprtotrosnice: 1115 vrst
- Phylum Basidiomycota – prostotrosnice: 1228 vrst
- Phylum Chytridiomycota –  4 vrste
- Phylum Microsporidia – mikrosporidiji: 1 vrsta
- Phylum Myxomycota – plazmodijska sluz: 112 vrst
- Phylum Oomycota – vodne plesni: 40 vrst
- Phylum Zygomycota – zigomikota: 11 vrst

## Zgodovina rastlinstva po pleistocenu
Ledeni pokrov je pokrival večino Irske še 13.000 let pred sedanjostjo, ko se je začel holocen. Večina irskega rastlinstva in živalstva se je vrnila, ko so se ledene plošče umaknile in se je raven morja zvišala s poledeniškim premikom, ko se je 10.000 let pred sedanjostjo podnebje začelo segrevati. V tem času je obstajal kopenski most, ki je povezoval Wales in vzhodno obalo Irske, saj je bila morska gladina več kot 100 metrov nižje kot danes. Rastline in živali so lahko prihajale po kopnem do približno 7500 let pred sedanjostjo, ko je bil kopenski most končno prekinjen zaradi dviganja gladine morja, saj se je segrevanje nadaljevalo.
Mezolitski lovci so na Irsko vstopili okrog 8000 pr. n. št. in neolitsko krajino postopoma spremenili v kmetijsko, zlasti v 19. in 20. stoletju. Poleg spremembe habitata so bile namerno ali nenamerno uvedene nove vrste. Arheolog Emmet Byrnes in botanik Declan Little sta v Forestlands of Ireland opisala zgodovino gozdov na Irskem.

## Habitati
Dva glavna habitata sestavljata večino kopnega:

### Travišča
Travniki obsegajo nižinske travnike in pašnike s travami, kot so Anthoxanthum odoratum, trpežna ljuljka (Lolium perenne), travniški lisičji rep (Alopecurus pratensis), visoka pahovka (Arrhenatherum elatius), Cynosurus cristatus, bilnica Festuca rubra, travniška bilnica (Festuca pratensis), Helictotrichon pubescens, Holcus lanatus, travniški mačji rep (Timothy-grass) in Trisetum flavescens.
Nižinski travniki in pašne cvetice so osati Cirsium dissectum, njivski osat, Cirsium vulgare, pignut (Conopodium majus), glavinec (Centaurea nigra), Crepis capillaris, navadna smetlika (Euphrasia rostkoviana), kukavičja lučca, Odontites vernus, škrobotec Rhinanthus minor, ušivec Pedicularis palustris, pomladanski jeglič (Primula veris), svinjak (Hypochaeris radicata), nebinovka (Scorzoneroides autumnalis), ripeča zlatica (Ranunculus acris), zlatica Ranunculus bulbosus in navadni regrat.
Višje ležeči pašniki (večinoma polnaravni, ki jih vzdržujejo s pašo in košnjo). Tipične vrste so: močvirska trava (Nardus stricta), masnica Deschampsia flexuosa, razne šopulje Agrostis, ovčja bilnica (Festuca ovina), šaša Carex binervis , resa Erica tetralix in Erica cinerea, borovnica, sibirska črna mahunica (Empetrum nigrum), ostričevka Trichophorum cespitosum in Narthecium ossifragum.

### Barja

#### Pomen
Irska ima skoraj 200.000 hektarjev aktivno rastočih barij in fensov. Na Irskem je bilo leta 1998 23.628 ha visokih barij na 164 območjih (8 % prvotnega območja) in 143.348 ha nizkih barij na 233 območjih (18 % prvotnega območja) in 54.026 ha fensov na 221 lokacijah (58 % prvotnega območja). Teh 200.000 hektarjev aktivno rastočih barij je evropsko pomembnih za ohranjanje narave.

#### Nastanek
Na Irskem sta dva dejavnika pripeljala do oblikovanja tako obsežnih šotišč. Veliko dežja – na zahodu, jugozahodu in severozahodu Irske je 175 deževnih dni vsako leto, in slaba drenaža barja, nastalega ob koncu zadnje ledene dobe, pred približno 10.000 leti od sedanjosti v osrednjem irskem nižavju, v kotlinah apnenčaste zbite gline. Tu so nastala jezera, porasla s fensko vegetacijo in zapolnjena s šoto, ki je odrezala površinske rastline od podzemne z minerali bogate vode. Fenske rastline, ki zahtevajo hrano, so nato nadomestili barjanski mahovi in rastline, ki so lahko preživele ob nizki ravni hranilnih snovi. Šota spodaj je preprečila odtekanje deževnice in mahovi in druge podobne rastline so to zapolnile.

#### Rastlinstvo barij
Vaskularne rastline, ki so značilne za visoka barja (primer Bog of Allen), so: jesenska vresa (Calluna vulgaris), resa (Erica tetralix), Erica cinerea, navadni mrzličnik, munec Eriophorum vaginatum in drugi munci, navadna rožmarinka (Andromeda polifolia), brusnica Vaccinium oxycoccos, Narthecium ossifragum, voščena mirika (Myrica gale), Pedicularis sylvatica, okroglolistna rosika (Drosera rotundifolia), srednja rosika (Drosera intermedia), dolgolistna rosika (Drosera anglica), mešinke (Utricularia), Juncus squarrosus, srčna moč, črnikasti sitovec (Schoenus nigricans), barjanske orhideje (Hammarbya), smetlika Euphrasia scottica, lakota Galium saxatile', šaš Carex binervis in drugi šaši, sibirska črna mahunica (Empetrum nigrum), volk Nardus stricta, navadno ločje Juncus effusus, brezklasno lisičje in kijasti licičjak Lycopodium clavatum.
Izrezana visoka barja so kolonizirana z vlažnimi gozdovi breze in jelše. Značilne vrste so puhasta breza, črna jelša, pepelnatosiva vrba Salix cinerea, krhka vrba Salix fragilis, praprot Dryopteris dilatata in Dryopteris carthusiana ter mlahavi šaš Carex remota.

### Površinske vode
Odprti vodni habitati so reke, kanali, jezera, zbiralniki, ribniki in presihajoča jezera. Običajne vrste vlažnih krajev preraščajo trstičje, močvirski vrbovec Epilobium palustre, močvirska lakota Galium palustre, potočna sretena, navadni gozdni koren (Angelica sylvestris), jetičnik Veronica beccabunga, popnjak Hydrocotyle vulgaris, trpotčasti porečnik (Alisma plantago-aquatica), močvirski petolist Comarum palustre, močvirska žametnica Caltha palustris, vodna meta Mentha aquatica, rumeni blatnik, širokolistni rogoz in invazivna vrsta račja zel (Elodea canadensis).

### Morska obala
Mnogo manjši delež zasedajo obalni habitati (blatna obrežja, skalnate in peščene obale, plitvine, brakične vode, slana močvirja, morske poplave in tokovi, klifi in peščene sipine ter mahar – nizko ležeča travnata ravnina).
Pomembne ali značilne vrste za peščene sipine in vlažne kotanje med njimi so: trava Ammophila arenaria, Honckenya, morski mleček Lysimachia maritima, piramidasti pilovec, možina Eryngium maritimum, trava Leymus arenarius, divja vijolica Viola tricolor, navadni pasji jezik Cynoglossum officinale, navadna tavžentroža, lan Linum catharticum, slakovka Calystegia soldanella, mehka krvomočnica Geranium molle, mačje uho Ophrys apifera in skalna robida. V slanih močvirjih najdemo navadni osončnik Salicornia europaea, Halimione portulacoides, trava Triglochin maritima, Spergularia media in navadni žličnik Cochlearia officinalis

### Kras
Kras, notranji klifi in strma pobočja.

#### Burren
Več kot 70 % od 900 avtohtonih vrst Irske se pojavlja v Burrnu, kar je nekaj manj kot 0,5 % površine Irske. Vsebuje dvanajst habitatov iz Priloge 1, ki so navedeni v direktivi EU o habitatih (Natura 2000). V raziskavi iz leta 2001 je bilo ugotovljenih 28 različnih vrst na kvadratni meter (povprečje več kot 1100 vzorcev rastlin) v gorskih traviščih, v nekaterih vzorcih pa do 45 vrst na kvadratni meter. V regiji najdemo 22 od 27 vrst orhidej. Takšna raznolikost ima več pojasnil. Prvič več sto kvadratnih kilometrov apnenčastih neokrnjenih travnikov in visokogorskih pašnikov, kjer pasejo predvsem pozimi, kar odpravlja morebitno prevladujoče travnate in plevelne vrste. Drugič je to mešanica arktično-alpskih in sredozemskih vrst ter kalcikolnih in kalcifobne vrste. Na območju prevladujejo gole skale in rendzina tla (humusna tla, nastala na karbonatni matični kamnini v pasu zmernega podnebja).

### Gozd
Gozdne rastline so navadna zajčja deteljica (Oxalis acetosella), črni trn, rjava gnezdovnica (Neottia nidus-avis), podlesna vetrnica, kimasta neprava hijacinta (Hyacinthoides non-scripta), navadna sretena, plazeči skrečnik (Ajuga reptans), čemaž, navadna črnoglavka (Prunella vulgaris), rivinova vijolica (Viola riviniana), navadni kovačnik (Lonicera periclymenum), navadna bodika, pegasti kačnik (Arum maculatum), smrdljička (Geranium robertianum) in grenkoslad. Med drevesi prevladujeta hrast in breza z manjšimi količinami jerebike, božjega drevca, leske, tise in trepetlike in se imenujejo zahodni hrastovi gozdovi, ki se pojavljajo predvsem v hribovju Irske, Škotske in Walesa. To so zmerni deževni gozdovi.

### Umetni habitati
Kamnolomi, prodišča in gramoznice, ceste in železnice, meje med polji, stene, odpadki in odlagališča smeti vsebujejo take rastlinske vrste, kot so šentjakobov grint (Jacobaea vulgaris), Matricaria discoidea, slakovke, zlatica Ranunculus repens, navadna marjetica (Bellis perennis), svinjak Hypochaeris radicata, navadni lapuh, bela metlika (Chenopodium album), velika kopriva, dresen Persicaria maculosa, Vrednikov jetičnik, klobučič Cymbalaria muralis, ozkolistno ciprje (Chamaenerion angustifolium), vrbovec Epilobium hirsutum in tolstičevka Umbilicus rupestris.
Julie A. Fossitt je izdelala habitatno razvrstitev.

## Zaščita
Grožnje za rastlinstvo so kmetijstvo, izsuševanje, gradnje, igrišča za golf, košenje obcestnega sveta in vnesene vrste. Agencije za ohranjanje imajo službo za narodne parke in divjino, tu so še Agencija za okolje Severne Irske, Agencija za varstvo okolja in Kraljevo društvo za zaščito ptic. V nacionalnem botaničnem vrtu imajo program za zaščito ogroženih vrst. Na Irskem je tudi vrsta nevladnih organizacij, ki se ukvarjajo z ohranjanjem rastlinskih habitatov, kot so Irish Peatland Conservation Council, Irish Wildlife Trust in Trust Native Woodland Trust.

## Herbariji
Glavni herbariji so shranjeni v Narodnem botaničnem vrtu in muzeju v Ulstru.